# Pleotrichophorus intermedius
Pleotrichophorus intermedius är en insektsart som beskrevs av Corpuz-raros och Cook 1974. Pleotrichophorus intermedius ingår i släktet Pleotrichophorus och familjen långrörsbladlöss. Inga underarter finns listade i Catalogue of Life.